# 아촌
아촌(일본어: 阿村)은 일본 구마모토현 아마쿠사군에 설치되었던 촌이다. 현재의 가미아마쿠사시에 해당한다. 한때 일본에서 가장 짧은 촌 이름 중 하나였다

## 역사
- 1889년 4월 1일 - 정촌제 시행에 의해 아마쿠사군 아촌이 성립하였다.
- 1955년 4월 1일 - 이마쓰촌, 교라기카와치촌과 합병해 마쓰시마정이 성립, 동일 아촌은 폐지되었다.

## 참고 문헌
- 角川日本地名大辞典編纂委員会, 『角川日本地名大辞典 43 熊本県』1987, 角川書店